# 合従連衡
合従連衡（がっしょうれんこう）は、中国の戦国時代の外交である合従策および連衡策を併せていうもの。転じて、状況に応じて各勢力が結び、また離れるさまを示す故事成語となった。

## 概要
春秋時代・戦国時代、戦国七雄のうち強大になりつつあった秦と、周辺6か国（韓・魏・趙・燕・楚・斉）の外交政策として、いずれも縦横家によって考えられた。
当初、六国は相互に結び、協力して秦の圧力を防ごうとした（合従策）。これに対し、秦は個別に同盟関係をもちかけて六国の協力関係を分断すること（連衡策）によって合従策を封じた。こうして、最終的に合従策に参加した各国はすべて秦によって亡ぼされ、秦による天下統一が実現することとなった。

## 合従
戦国七雄のうち、巨大な秦以外の六国が縦（たて、従）に同盟し、共同戦線で秦に対抗しようというのが合従説である。
その最大規模のものが縦横家の蘇秦によるもので、史記によると彼は鬼谷に師事した後に母国に帰ったときすっかり貧乏であったため、兄の嫁や妻からさえ馬鹿にされた。このため、一念発起してこれに取り組んだという。彼はまず燕の文公に各国をとりまとめて秦に対することを説き、承諾を得ると趙・韓・魏・斉・楚と各国を言葉巧みに説き伏せ、六国の合従を成立させたとされる。このとき蘇秦は同盟の総長となり、六国の宰相をも兼ねた。蘇秦の後はその弟の蘇代などによって継承された。
秦以外の2か国のみの場合も合従と呼び、屈原は、楚の国内で斉との合従を唱える合従派であったことが知られている（彼は反秦派として『史記』に記述されている）。食客の毛遂が、趙の平原君の使者として、楚に赴き、楚の頃襄王と合従した様子については平原君列伝に記載されている。

## 連衡
秦に対抗して合従する国に対し、秦と結んで隣国を攻める利を説いて、合従から離脱させたのが連衡である。連衡の論者は往々にして秦の息のかかったものであり、六国の間を対立させ、特定国と結んで他国を攻撃し、あるいは結んだ国から同盟の代償に土地や城を供出させることを目指した。その代表的な論客は張儀である。
後に范雎は遠交近攻を唱え、遠方の国と手を組み、近隣の国を攻撃する事で、秦の領土を拡張した。